# Ilketshall St Lawrence
Pour les articles homonymes, voir Ilketshall.
Ilketshall St Lawrence est un village et une paroisse civile du Suffolk, en Angleterre.